# 克拉克縣 (阿肯色州)
克拉克縣（英語：Clark County）是美国阿肯色州西南部的一個縣，面積2,286平方公里。根據2020年美國人口普查統計，共有人口21,446人。縣治阿卡德爾菲亞（Arkadelphia）。該縣成立於1818年12月15日，是該州第二批成立的三個縣之一；縣名紀念當時密苏里领地總督威廉·克拉克（阿肯色州是領地的一部分）。
本縣是一個禁酒的縣。